# Фанурий (Фолиотис)
Епи́скоп Фанурий (греч. Επίσκοπος Φανούριος в миру Иоа́ннис Фолио́тис греч. Ιωάννης Π. Θολιώτης; род. 25 января 1981, Дравискос) — архиерей Константинопольской православной церкви, епископ Тианский (с 2025), викарий Швейцарской митрополии.

## Биография
В 1996 году в Фаррийском монастыре архимандритом Амфилохием (Цукосом) был пострижен в монашество.
В 2003 году окончил Афониад и в том же году митрополитом Родосским Апостолом (Димелисом) был хиротонисан во иеродиакона, а в 2004 году — во иеромонаха. В 2005 году митрополитом Родосским Кириллом (Койеракисом) возведён в достоинство архимандрита.
В 2015 году окончил богословскую школу Аристотелевского университета.
1 июня 2025 года Священным синодом Константинопольской православной церкви был избран для рукоположения в сан епископа Тианского, викария Швейцарской митрополии.
14 июня 2025 года был хиротонисан во епископский сан.